# سجين الفاتيكان
سجين الفاتيكان هو ما وصف به البابا بيوس التاسع نفسه بعد سقوط روما بيد قوات مملكة إيطاليا في 20 سبتمبر/ أيلول 1870. كجزء من عملية توحيد إيطاليا مما أنهى ألف عام من السلطة الزمنية للبابا على وسط إيطاليا وسمحت لروما بأن تكون عاصمة للدولة الجديدة. أطلق هذا الوصف أيضاً على خلفاء بيوس التاسع حتى البابا بيوس الحادي عشر.